# Erwinia tracheiphila
L'avvizzimento batterico è una malattia delle cucurbitaceae causata dal patogeno Erwinia tracheiphila, un batterio Gram-negativo della famiglia degli Enterobacteriaceae. Cetrioli e meloni sono le specie più suscettibili, ma anche le zucche possono essere infettate. I cocomeri sono immuni alla malattia.

## Trasmissione della malattia
L'E.tracheiphila è diffuso tra le piante da due specie di insetti vettore, la Diabrotica undecimpunctata e l'Acalymma Vittatum.
I coleotteri contraggono l'E.tracheiphila nutrendosi di piante infette, per poi trasportare il batterio nei loro tratti digerenti. La malattia può essere diffusa a piante suscettibili tramite apparati boccali infetti o escrezioni.
Il batterio è in grado di svernare all'interno degli insetti vettore.

## Sintomi e diagnosi
L'avvizzimento batterico è una malattia del tessuto vascolare. Quando una pianta viene infettata, E. tracheiphila si moltiplica nello xilema, causando nel tempo il blocco meccanico del sistema di trasporto dell'acqua. Il primo segno di infezione, che appare circa cinque giorni dopo l'infezione, è l'avvizzimento di foglie individuali su di uno stesso stelo.
La malattia si propagherà poi rapidamente infettando l'intera pianta, e causandone l'appassimento e la morte.
Esiste un test diagnostico per l'avvizzimento batterico che può essere eseguito sul campo.
La presenza di E.tracheiphila fa assumere alla linfa un colore lattiginoso ed una consistenza appiccicosa.
Se lo stelo infetto è tagliato vicino alla corona e le due metà vengono allontanate lentamente, la linfa dovrebbe formare un filo viscoso.

## Trattamento e prevenzione
Una volta che la pianta è stata infettata non c'è modo di fermare la diffusione della malattia.
Alcuni cultivar di cucurbitaceae sono meno suscettibili di altri.
Poiché non sono ancora state sviluppate varietà di piante completamente immuni a questo tipo di avvizzimento, il più efficace metodo di prevenzione rimane mantenere la popolazione di coleotteri al minimo. A tal fine l'uso di insetticidi rimane il metodo più utilizzato.

## Riferimenti
- "Bacterial Wilt" by APSnet
- "Bacterial Wilt Factsheet" by Cornell University Plant Disease Clinic
- [Yao, C., Geoffrey, Z., Bauske, E., and Kloepper, J. 1996. Relationship Between Cucumber Beetle Density and Incidence of Bacterial Wilt of Cucurbits. Entomological Society of America 89: 510-514.